# Emanuel Christoffer Drangel
Emanuel Christoffer Drangel, född 18 februari 1734, död 3 april 1803, var en svensk jurist.
Emanuel Christoffer Drangel var son till häradshövdingen Christoffer Drangel. Han blev auskultant och extra kammarskrivare i Göta hovrätt 1754, student vid Lunds universitet 1755 och avlade examen juridicum där samma år. 1769 blev han landssekreterare i Stockholms län och var sekreterare i riksens ständers sekreta deputation vid 1771 års riksdag. 1774 blev Drangel häradshövding i Jösse, Nordmarks, Gillbergs, Grums och Näs härader i Värmland. Från 1779 var han häradshövding endast i Gillbergs och Näs härader. Han erhöll avsked 1784 och lagmans titel 1799.
Drangel är mest känd för sin lagsamling som utkom 1766 under titeln Anmärkningar til Sweriges rikes lag. Han hade vid tjänstgöring som vice häradshövding konstaterat hur svårt det var för domarna att hålla ordning på alla nya förordningar med tillägg och ändringar av 1734 års lag som utkommit. En ny utökad utgåva under titeln Lagsamling utgavs 1798. Drangel fick 1794 tillstånd att anlägga ett tryckeri, men den rätten utnyttjades aldrig.